# Bozioru
Bozioru est une commune roumaine située dans le județ de Buzău.